# Professor Storizyn
Professor Storizyn is een toneelstuk geschreven door Leonid Andrejev.

## Toneelstuk
Andrejev schreef deze vierakter voor 1912. Het verhaal gaat over een naïeve idealist, die een speelbal wordt van de tijdgeest. Hij krijgt alle schuld toegeworpen. Andere rollen naast de professor zijn weggelegd voor Elena (zijn vrouw) en hun zonen Volodja en Sergej. Het ging in première op 14 december 1912 in het Alexandrinskytheater in Sint-Petersburg. Het bleef een van zijn weinig bekende werken.

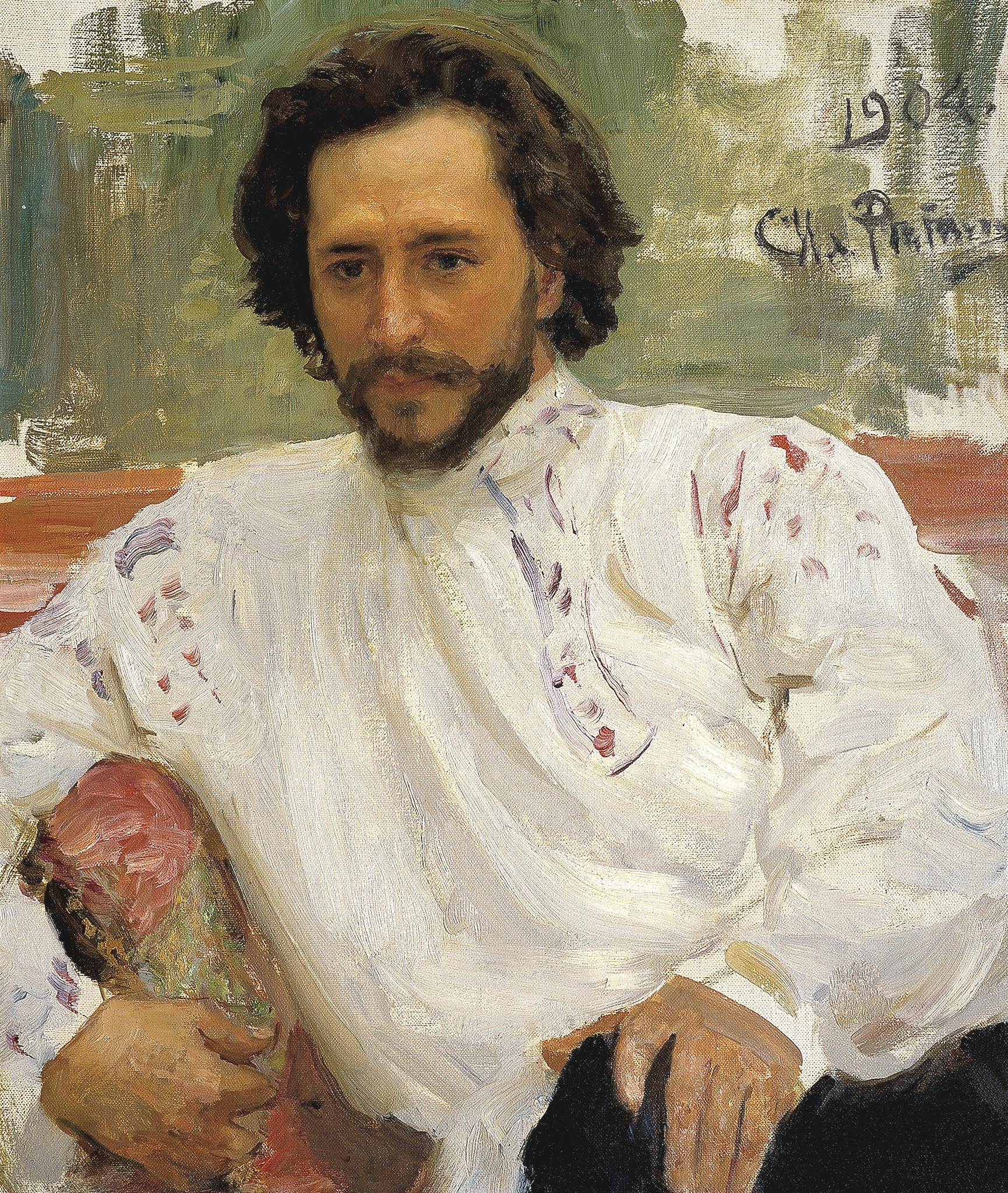
Leonid Andrejev

## Muziek
Professor Storizyn van Johan Halvorsen is een verzameling manuscripten van bladmuziek. Halvorsen componeerde deze muziek voor voorstellingen van het bovenstaande toneelstuk dat in 1920 in het Nationeltheatret in Oslo werd opgevoerd. Het kreeg aldaar een serie van een dertigtal voorstellingen vanaf 4 maart 1920. De in het Nationaltheatret gegeven toneelvoorstellingen gingen meestal vergezeld van muziek uitgekozen of gecomponeerd door muzikaal leider en dirigent van het theaterorkest Halvorsen. In de jaren rond 1920 had Halvorsen geen vast orkest meer tot zijn beschikking, maar kon echter wel een muzikale omlijsting verzorgen bij deze voorstellingen. Hij schreef zes stukjes muziek voor onder meer piano en balalaika, waaronder een lied. De muziek verdween na die voorstellingen in 1920 in de map manuscripten zonder dat het ooit nog uitgevoerd werd. Het toneelstuk kwam ook nooit meer terug in het theater (gegevens 2012)